# (25399) Vonnegut
(25399) Vonnegut (1999 VN20) – planetoida z grupy pasa głównego asteroid okrążająca Słońce w ciągu 4,15 lat w średniej odległości 2,58 j.a. Odkryta 11 listopada 1999 roku w dzień urodzin znanego pisarza amerykańskiego Kurta Vonneguta; nazwana na jego cześć.